# Брибрі
Брибрі (самоназва — «сильний»), інша назва таламанка — народ групи чибча в Коста-Риці, головним чином на південному сході (район Таламанка), невелика група — на заході, а також у Панамі. Чисельність в Коста-Риці 4 тисячі осіб, у Панамі ― 2 тисячі. Асимілювали індіанські групи ара, бісейта, абісетаба, частково кабекар. Мова — брибрі — ділиться на діалекти (говори): естрелья, покосі таламанка, таріака, урінама валіенте. Мова поступово витісняється іспанською мовою.
Брибрі — католики, частина — протестанти. Традиційне заняття — ручне підсічно-вогневе землеробство (маїс, бавовна, пізніше — кава, банани). Значення полювання падає. Традиційні ремесла — плетіння, ткацтво. Розвиваються дрібне товарне виробництво і заробітчанство на плантаціях. Матеріальна культура креольського типу. Поселення складалися з 2-3 великих будинків (по 25-30 осіб у кожному). Зберігається розподіл на матрилінейні роди. Шлюб матрі-або неолокальний, переважно кроскузенний. Існують пережитки дохристиянських вірувань і обрядів, зберігається традиційний фольклор.